# Trentepohlia (Mongoma) alboterminalis
Trentepohlia (Mongoma) alboterminalis is een tweevleugelige uit de familie steltmuggen (Limoniidae). De soort komt voor in het Oriëntaals gebied.